# Opaneț, Dobrici
Opaneț (în bulgară Опанец, în română Opancea) este un sat în comuna Dobricika, regiunea Dobrici, Dobrogea de Sud, Bulgaria. 
Între anii 1913-1940 a făcut parte din plasa Ezibei a județului Caliacra, România.

## Demografie
Componența etnică a satului Opaneț
     Bulgari (74,5%)
     Turci (5,88%)
     Romi (16,33%)
     Nicio identificare (3,26%)
La recensământul din 2011, populația satului Opaneț era de 153 locuitori. Din punct de vedere etnic, majoritatea locuitorilor (74,5%) erau bulgari, existând și minorități de romi (16,33%) și turci (5,88%). Pentru 3,26% din locuitori nu este cunoscută apartenența etnică.